# Disphragis rascona
Disphragis rascona är en fjärilsart som beskrevs av William Schaus 1901. Disphragis rascona ingår i släktet Disphragis och familjen tandspinnare. Inga underarter finns listade i Catalogue of Life.